# Forces aériennes de l'Atlantique
Les Forces aériennes de l'Atlantique est une unité de l'Armée de l'air française créée en novembre 1944 avec pour « mission d'appuyer les forces françaises engagées dans l’Ouest de la France », lors de la Libération.
Elle est commandée par le général Édouard Corniglion-Molinier.
L'unité fut dissoute en Juin 1945.

## Création
L’hiver 1944, alors que le territoire de la France se libère peu à peu, les Forces aériennes françaises se
réorganisent. Avec son Instruction 829/O-S du 28 novembre 1944, l'État Major de l'Armée de l'Air décide de la création des forces aériennes de l’Atlantique une unité qui a pour mission « d’appuyer les Forces Françaises actuellement engagées dans l’Ouest de la France ».
Le général Corniglion-Molinier installe son état-major à Cognac.

### Composition
L'unité réunit des éléments de multiple provenance. Ce sont au total 1400 hommes provenant des Forces aériennes françaises libres, des Forces françaises de l’intérieur, de l’armée d’Afrique, de la marine et de l’ancienne armée d’armistice. Ils sont dotés des matériels les plus disparates dont 10 types d’avions, anglais, allemands, américains, français…
Le général commandant les FAA exerce son autorité sur :
- Le groupe de chasseurs bombardiers I/18 « Vendée » qui est équipé d’A-24 (commandant Lapios),
- Le  groupe de chasse II/18 « Saintonge » équipé de chasseurs D 520 puis de Spitfire V (commandant Doret puis commandant Thollon),
- Le  groupe de bombardement I/31 « Aunis » doté de Junkers Ju 88 (commandant Dor),
- Le groupe de bombardement II/34 « Béarn » doté de DB7 (capitaine Bataillé),
- Le groupe de reconnaissance III/33 « Périgord » équipé d’avion Fieseler (capitaine Girardot),
- Le groupe de l’aéronavale équipé de bombardiers en piqué A-24 (capitaine de frégate Lainé).

## Opérations
Les FAA sont subordonnées au Supreme Headquarters Allied Expeditionary Force (SHAEF).

### La poche de Royan
Elles participent prioritairement à la conquête de la poche de Royan dans laquelle sont retranchés les Allemands. Les avions des FAA effectuent des opérations d’observation aérienne.
À partir du 13 décembre, des opérations de bombardement sur les fortifications du mur de l’Atlantique près
de Royan et au Verdon-sur-Mer. Cette activité, du fait du manque d'avions destinés à percer des défenses bétonnées, ne provoque que des dommages superficiels sur les bunkers allemands. 
Après le 14 avril 1945, les FAA sont renforcées par des avions américains, 260 B-26 et 48 P-47. Dès lors, des vagues de bombardiers du Bomber Command britannique ainsi que de la 8th Air Force vont se succéder sur Royan et ses défenses fortifiées environnantes.
Les équipages utilisent des bombes au napalm dont l’efficacité sur les bunkers est limitée mais dont les explosions spectaculaires provoquent l’effroi parmi les troupes allemandes. C’est dans une ville presque totalement rasée par 7 000 tonnes de bombes que la garnison allemande se rend le 18 avril.

## Dissolution
Les Forces aériennes de l’Atlantique sont dissoutes le 15 juin 1945. Les différentes escadrilles de chasse et de bombardement sont reversées au sein de l'Armée de l'Air refondée.
Le général Corniglion-Molinier, dans son dernier ordre du jour, écrit : « Puisse l’union qui s’était réalisée au sein des Forces aériennes de l’Atlantique être le symbole de l’unité française retrouvée pour la grandeur et la prospérité de la Patrie. »